# Kozłowa Góra (Piekary Śląskie)
Kozłowa Góra (niem. Koslowagora) – dzielnica Piekar Śląskich, najbardziej na północ położona część tego miasta.

## Nazwa
Heinrich Adamy (1888) zalicza nazwę miejscowości "Koslowagura" do grupy pochodzących od polskiej nazwy zwierzęcia domowego – kozła ("von koza = Ziege und koziel = Ziegenbock"), podając jej dawną, słowiańską formę „Koźlowa góra" wraz ze znaczeniem w języku niemieckim "Ziegenberg" (co oznacza po polsku 'góra kozła').
Niemcy oddawali nazwę miejscowości w swoim języku początkowo identycznie jak miejscowa ludność, jako Koslowagura (np. Knie w 1830 roku i Adamy w 1888 roku; czytaj: kozlowagóra), a ostatecznie, jako nazwa urzędowa, Koslowagora (czytaj: kozlowagora).

## Historia
W drugiej połowie XV wieku była wsią czynszową. Wzmiankowana jako wieś w roku 1532. W latach 1825–1830 była tu czynna kopalnia węgla kamiennego „Carlsgück” należąca do rodu Donnersmarcków. Na terenie Kozłowej Góry, w lesie Dioblina, hrabiowska rodzina organizowała dla miejscowej ludności festyny. W roku 1911 zostało założone we wsi Towarzystwo Śpiewacze „Halka”. W latach trzydziestych XX wieku powstała we wsi cegielnia, a w latach 1935–1939 na Brynicy utworzono Zbiornik Kozłowa Góra do celów strategicznych. Na terenie miejscowości w czasie II wojny światowej działała Polska Organizacja Obywatelska, której członkowie po aresztowaniach w sierpniu 1942 roku zginęli. W latach 1954–1972 wieś należała i była siedzibą władz gromady Kozłowa Góra.  W obrębie Piekar Śląskich od 1973 roku.
W Kozłowej Górze mieszkała z rodziną Gutów Irena Gut-Opdyke, odznaczona medalem „Sprawiedliwy wśród Narodów Świata” za uratowanie kilkunastu Żydów w czasie II wojny światowej i okupacji niemieckiej w Polsce.

## Interesujące obiekty

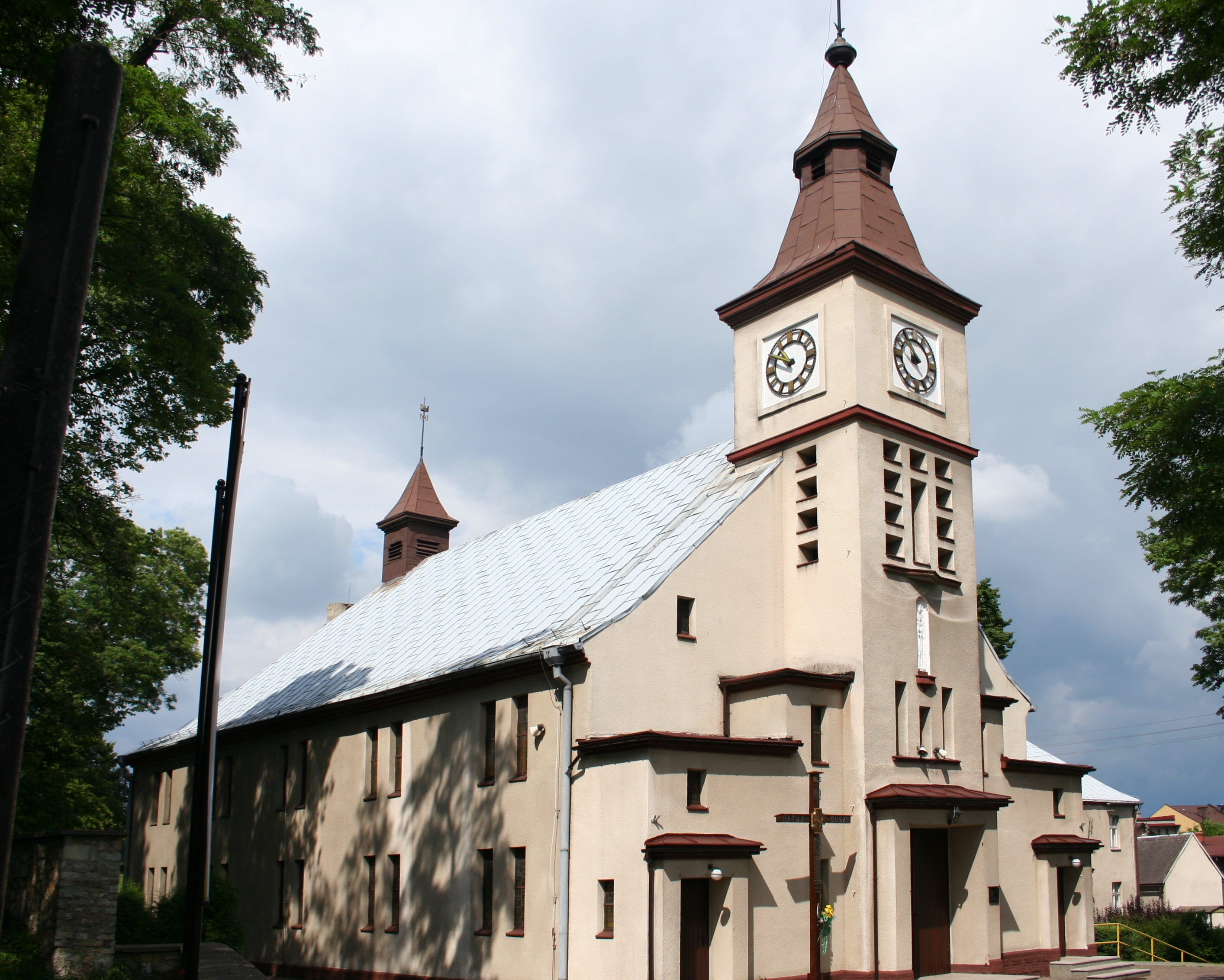
Kościół Matki Boskiej Nieustającej Pomocy (2008)

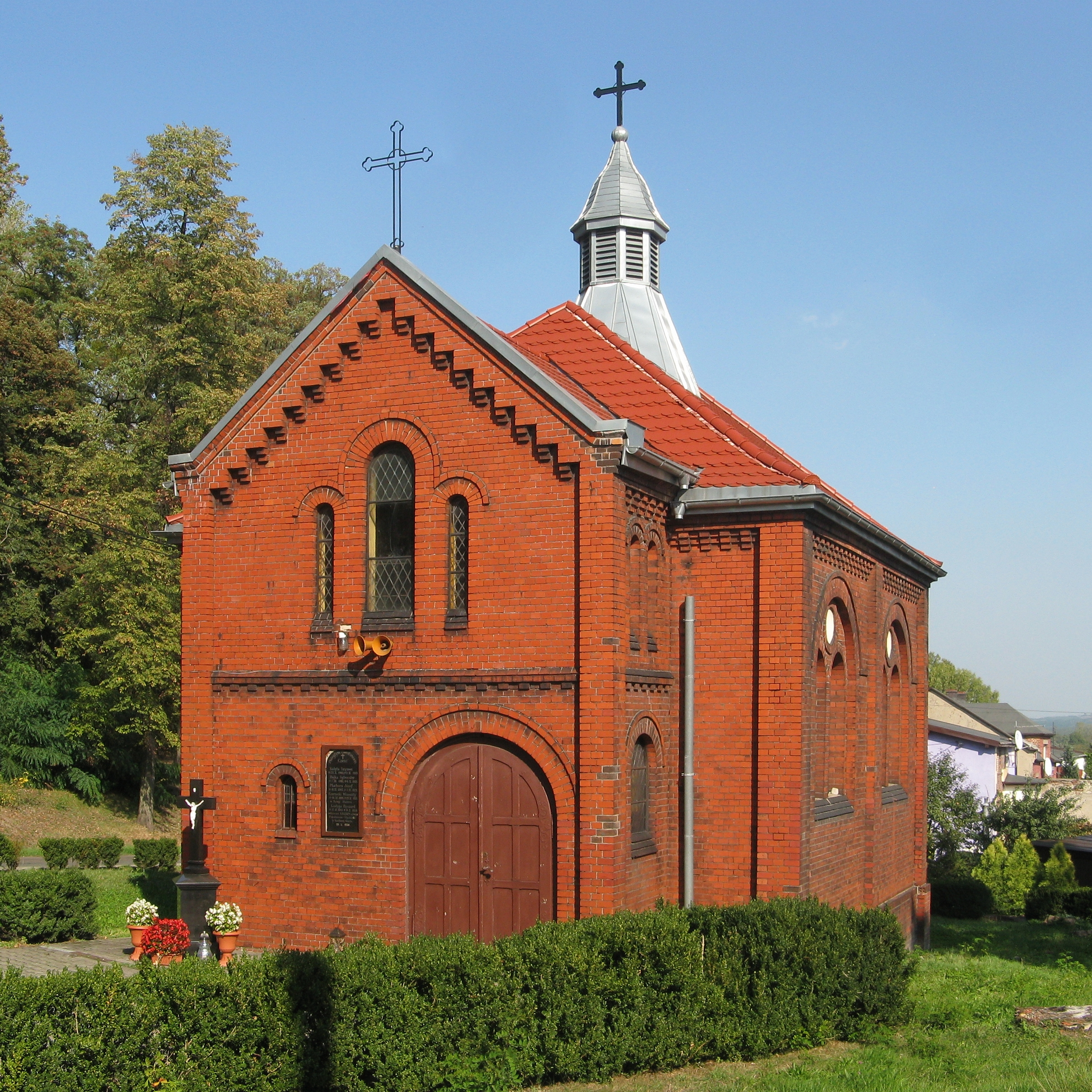
Kaplica Matki Boskiej Nieustającej Pomocy w Kozłowej Górze (2018)

W Kozłowej Górze znajduje się rzymskokatolicki kościół pw. Matki Bożej Nieustającej Pomocy oraz kaplica (niegdyś kościół) pod tym samym wezwaniem ukończona w 1907 roku; jest jedynym zabytkiem nieruchomym Kozłowej Góry wpisanym do rejestru. Po dawnym zespole pałacowym von Donnersmarcków, spalonym w styczniu 1945 r. podczas ofensywy Armii Czerwonej, pozostały jedynie resztki zabudowań gospodarczych i park pałacowy ze starymi drzewami.
Na terenie Kozłowej Góry leży najwyższe naturalne wzniesienie Piekar Śląskich: Winna Góra.

## Sport
Działa klub piłki nożnej DKS Czarni Kozłowa Góra założony w 1952 roku. Na początku klub nazywał się Ludowy Klub Sportowy Czarni Kozłowa Góra, a od 2001 Dzielnicowy Klub Sportowy Czarni Kozłowa Góra, który gra do dziś i w sezonie 2019/2020 występuje w lidze okręgowej.